# Number Ones (DVD)
Number Ones je DVD video izdanje od američkog glazbenika Michaela Jacksona, koje prati objavljivanje istoimenog albuma s najboljim hitovima.

## DVD informacije
DVD sadrži nekoliko skladbi koje se razlikuju od istoimenog albuma. Također, mnogi video spotovi koji su uključeni obrađeni su u skraćene verzije:
- "Bad" kratka je verzija umjesto 18-minutne duže verzije;
- "The Way You Make Me Feel" je kraća verzija;
- "Smooth Criminal" je sped up verzija koja se nalazi u filmu Moonwalker;
- "Black or White" skraćena verzija;
- "Earth Song" obrađena verzija iz koje su uklonjeni svi zvučni efekti.
- "Blood on the Dance Floor" je izvorna verzija koja sadrži dodatne scene;
- "You Rock My World" kraća je verzija glazbenog videa.

## Popis pjesama
1. "Don't Stop 'til You Get Enough"
2. "Rock with You"
3. "Billie Jean"
4. "Beat It"
5. "Thriller"
6. "Bad" (short version)
7. "The Way You Make Me Feel" (short version)
8. "Man in the Mirror"
9. "Smooth Criminal" (speed up verzija)
10. "Dirty Diana"
11. "Black or White" (cenzurirana verzija)
12. "You Are Not Alone"
13. "Earth Song"
14. "Blood on the Dance Floor"
15. "You Rock My World" (skraćena verzija)

## Naklada
| Zemlja      | Naklada        | Prodaja |
| ----------- | -------------- | ------- |
| Australija  | 18x Platinasta | 270.000 |
| Njemačka    | Zlatna         | 100.000 |
| Japan       | Zlatna         | 100.000 |
| Novi Zeland | Platinasta     | 5.000   |
| Španjolska  | Platinasta     | 25.000  |
| SAD         | 4x Platinasta  | 400.000 |